# Slaget ved Kolding (1849)
 For alternative betydninger, se Slaget ved Kolding. (Se også artikler, som begynder med Slaget ved Kolding)
Slaget ved Kolding var et feltslag i og omkring Kolding 23. april 1849 under Treårskrigen 1848-50. Den danske styrke var på over 40.000 mand, preussernes 50.000, og udstyrsmæssigt var de to styrker næsten lige stærke, preusserne havde dog flere 12 punds kanoner.

## Optakten til slaget
Efter opsigelsen af våbenstilstanden med Preussen blev fjendtlighederne genoptaget 3. april 1849. Efter at have vundet i kampene om Haderslev, Avnbøl og Ullerup var danskerne klar til angrebet på den fjendtlige hær ved Bov, men fik ordre til at trække sig tilbage til Als og Kolding. Det skete efter en fejlslagen skinmanøvre med linjeskibet Christian VIII og fregatten Gefion 5. april i Egernførde-fjorden, hvor man forsøgte at holde den slesvig-holstenske hær i den tro, at en landgang kunne finde sted dér. Tyskerne marcherede derefter nordpå, og efter få timers kamp trak generalmajor Olaf Rye sig tilbage til Almind-området.
Den 7. april 1849 stod general Ryes korps i kantonnement nord for Kolding Å, med forposter langs åen og Nebel å. Åen dannede den gang grænse til hertugdømmerne. General Rye havde ordre til at skåne Kolding by for hård modstand og dermed bombardement. En rekognoscering den 19. april viste, at brigadegeneral Bonins tropper stod i en linje fra Rebæk ved Kolding Fjord, nord om Dalby og Vonsild til Fovslet. Denne linje svarede til grænsen mellem Nørrejylland og Hertugdømmet Slesvig. General Rye ventede et snarligt angreb og trak derfor sine forposter tilbage til en linje tæt syd for byen. Den 20. april kl. 5 om morgenen gav brigadegeneral Bonin sin næstkommanderende oberst Zastrow, ordre til at kaste de danske forposter tilbage. Forposterne bestod af to kompagnier af 1. jægerkorps. Kompagniet G.W. Caroc og 4 espingoler under premierløjtnant L.C.C.M. Schow af espingolbatteriet Meincke i byen. Et halvkompagni var skudt frem i en bue syd for broen ved Søndergade. Et andet halvkompagni bevogtede broen og nordsiden af Kolding å med espingolerne fordelt i huse øst for broen. Kl. 6.30 rykkede preusserne frem i tre kolonner. Kaptajn Caroc trak da sin fremskudte styrke over på nordsiden af åen. De jydske jægere og espingolerne kæmpede ufortrødent. Da ammunitionen begyndte at slippe op, gav kaptajn Caroc ordre til espingolerne om at trække sig tilbage, og herunder blev premierløjtnant Schow hårdt såret. Dernæst beordrede kaptajn Caroc først venstre fløj tilbage og derefter højre fløj. Ved denne træfning var der 30 døde og sårede og 17 tilfangetagne på dansk side. Preussernes tab var omtrent de samme.
Eftersom at generalløjtnant Bonin nu havde overskredet grænsen til Nørrejylland, besluttede generalløjtnant Frederik Bülow, at sætte hele sin styrke ind på at kaste slesvig-holstenerne tilbage over grænsen og indledte angrebet 23. april om morgenen.

## Selve slaget
Slaget om Kolding skulle indledes med et angreb på 2 flanker nordfra.
- Den østlige flanke under direkte kommando af Bülow stod klar ved Taulov.
- Den vestlige flanke under kommando af Rye og generalmajor C.F. Moltke stod klar ved Harte og Almind. De skulle erobre broen ved Ejstrup i Harte Sogn og vadestedet ved Påby og derfra angribe fjenden. Dette var en vigtig del af slaget, da man ellers ville få svært ved at forcere Kolding Å.

Preussernes hovedgrupperinger lå i øst ved Kolding og Vonsild og i vest ved Seest og Vranderup.
Om morgenen angreb danskerne de preussiske stillinger over en bred front og mødte hård modstand. Bülows brigade kæmpede sig helt frem til Slotssøen og mødte megen modstand her. Ryes og Moltkes brigader havde erobret broen ved Ejstrup, men mødt modstand ved Vejlevej. Preussernes brigadegeneral Bonin følte sig presset og beordrede sine flanker sammen i en kileform og trak sig lidt tilbage, men kun for at omgruppere. Danskerne troede at slaget var vundet, men preusserne vendte tilbage med 12 punds kanoner og forstærkninger fra Koldings sydområde og kæmpede hårdt om Koldings centrum. Da de var tæt på at afskære Ryes og Moltkes brigader, trak Bülow sig tilbage mod Vejle og Fredericia, og kampen var tabt.

## Mindesmærker
På Fynsvej i Kolding står en mindesten for Ludvig Castenskiolds angreb på de tyske skanser, hvilket han senere fik Ridderkorset for. På Bramdrup Kirkegård rejste sognets beboere i 1874 et monument over de 11 soldater, der var faldet i slaget og er begravet her.
- Mindesmærke på Skt Nicolai Kirkes nordside
- Mindesmærke på Gudsageren
- Mindetavle på Bramdrup Kirkegård
- I gavlen på Det gamle borgerhus er indmuret en kanonkugle som minde om at huset ikke blev ødelagt ved bombardementet